# Johannes Persson (trädgårdsmästare)
Johannes Persson, Joh. Persson, född 11 maj 1858 i Lund, död där 4 april 1943, var en svensk trädgårdsmästare.
Persson, som var son till trädgårdsarbetaren Per Bengtsson, genomgick Alnarps trädgårdsskola 1876–1878 samt var trädgårdsmästare vid Ruuthsbo 1879–1886 och seminarieträdgårdsmästare i Lund 1886–1923. Han var sekreterare och skattmästare i Skånska trädgårdsföreningen 1898. 